# 101P/Cernîh
101P/Cernîh este o cometă periodică descoperită la 19 august 1977 de astronomul rus / sovietic Nikolai Stepanovici Cernîh.

## Orbita cometei
Orbita cometei 101P/Cernîh este eliptică, având excentricitatea egală cu 0,59. Periheliul său este la 2,35 u.a., iar afeliul la 9,23 u.a. față de Soare. Perioada sa orbitală în jurul Soarelui este de 13,94 ani, iar înclinația față de ecliptică are valoarea de 5,07˚.

## Descriere
În anul 1991, la apropierea de Soare, cometa s-a fragmentat în două părți. JPL a concluzionat că, în aprilie 1991, când cometa se afla la 3,3 ua de Soare, fragmentul mai mic, 101P/Cernîh B, s-a despărțit de fragmentul mai mare, intrând pe o orbită independentă.
| Anul | Diferența  |
| ---- | ---------- |
| 2005 | 1 zi       |
| 2020 | 18 zile    |
| 2034 | 43 de zile |

Nucleul principal (A) al cometei este de 5,6 km, în diametru. A fost observat ultima oară în 2020.
Fragmentul B nu a mai fost observat din 1996.